# Gaultheria hirta
Gaultheria hirta är en ljungväxtart som beskrevs av Ridley. Gaultheria hirta ingår i släktet Gaultheria och familjen ljungväxter. Inga underarter finns listade i Catalogue of Life.